# Hovedorganisasjonen for universitets- og høyskoleutdannede

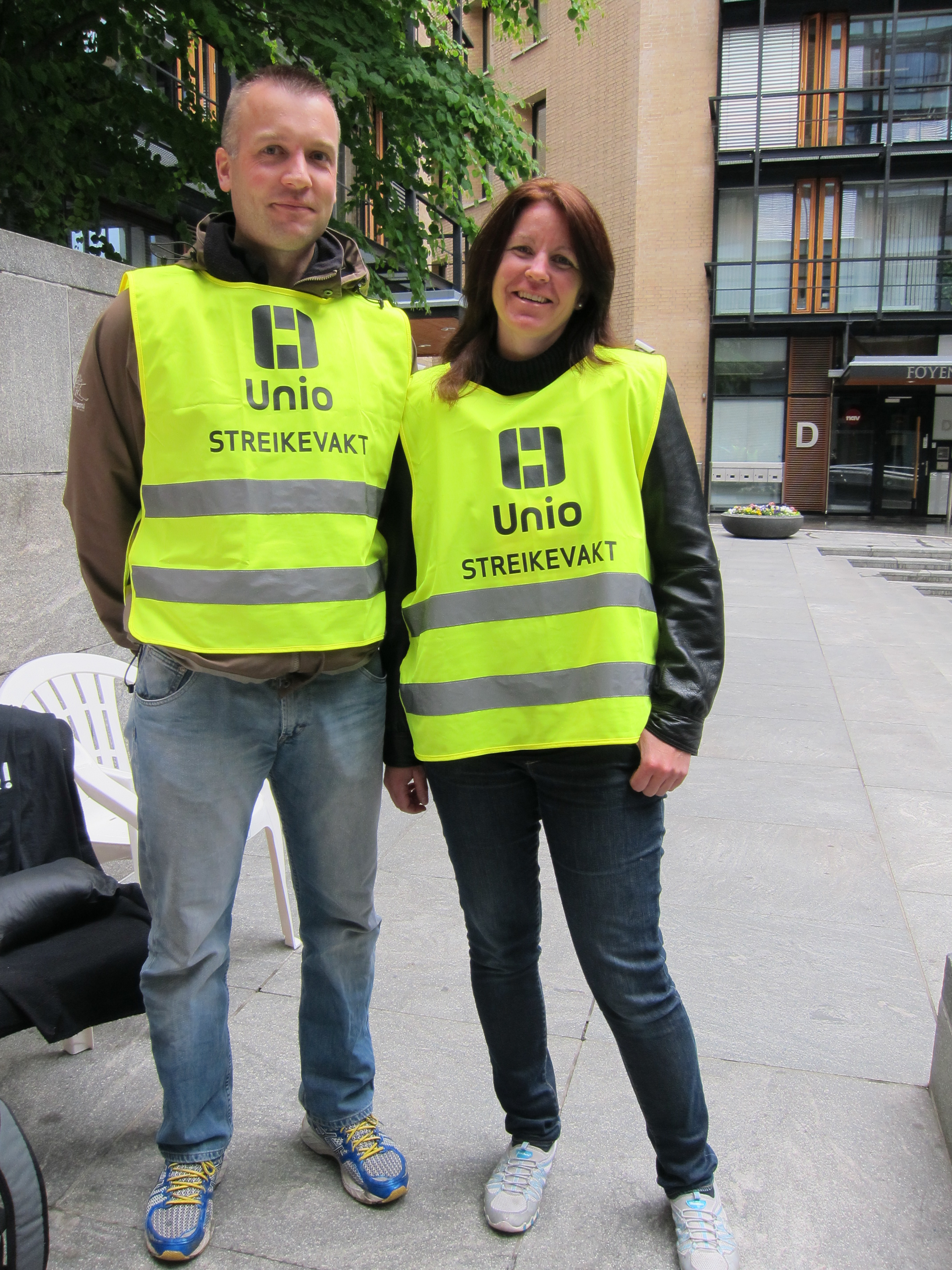
Strejkvakter för Unio.

Hovedorganisasjonen for universitets- og høyskoleutdannede (Unio) är den näst största fackliga centralorganisationen i Norge, efter Landsorganisasjonen. Den bildades 2001 under namnet Utdanningsgruppenes Hovedorganisasjon (UHO).

## Medlemsförbund
Medlemsförbund med medlemsantal (enligt 2019).
- Utdanningsforbundet (181 751)
- Norsk Sykepleierforbund (118 846)
- Forskerforbundet (22 690)
- Politiets Fellesforbund (17 475)
- Norsk Fysioterapeutforbund (10 100)
- Det norske maskinistforbund (6 272)
- Akademikerforbundet (5 086)
- Norsk Ergoterapeutforbund (4 325)
- Norsk Radiografforbund (3 235)
- Presteforeningen (2 271)
- Bibliotekarforbundet (1 748)
- Skatterevisorenes Forening (530)
- Det Norske Diakonforbund (475)